# Puchar Czarnogóry w koszykówce kobiet
Puchar Czarnogóry w koszykówce kobiet – cykliczne krajowe rozgrywki sportowe, prowadzone systemem pucharowym, organizowane corocznie (co sezon) przez Czarnogórską Federację Koszykówki dla czarnogórskich żeńskich klubów koszykarskich. Drugie – po mistrzostwach Czarnogóry – rozgrywki w hierarchii ważności, w czarnogórskiej koszykówce. Rozgrywki zostały zainicjowane w 2006, po uzyskaniu przez Czarnogórę niepodległości.

## Historia
Przed niepodległością
Przed uzyskaniem przez Czarnogórę niepodległości w 2006 drożyny czarnogórskie występowały w pucharze Jugosławii/Serbii i Czarnogóry. Największe sukcesy odnosił w tym czasie zespół ŽKK Budućnost, który dwukrotnie awansował do finału (2001–02, 2002–03). 
Po uzyskaniu niepodległości
Po uzyskaniu niepodległości przez Czarnogórę w 2006, Czarnogórska Federacja Koszykówki powołała do życia Puchar Czarnogóry, jako drugie najważniejsze rozgrywki krajowe po Czarnogórskej Lidze Koszykówki. W sezonie inauguracyjnym 2006/2007 po puchar  sięgnął zespół Budućnost Podgorica.

## Finalistki pucharu
| Sezon   | Zdobywca pucharu       | Finalista pucharu      | Wynik |
| ------- | ---------------------- | ---------------------- | ----- |
| 2006–07 | Budućnost Podgorica    | Jedinstvo Bijelo Polje |       |
| 2007–08 | Budućnost Podgorica    | Jedinstvo Bijelo Polje | 68:64 |
| 2008–09 | Jedinstvo Bijelo Polje | Budućnost Podgorica    | 77:61 |
| 2009–10 | Jedinstvo Bijelo Polje | Budućnost Podgorica    |       |
| 2010–11 | Jedinstvo Bijelo Polje | Budućnost Podgorica    | 75:50 |
| 2011–12 | Budućnost Podgorica    | Roling Nikšić          | 91:53 |
| 2012–13 | Budućnost Podgorica    | Primorje Herceg Novi   | 63:50 |
| 2013–14 | Budućnost Podgorica    | Primorje Herceg Novi   | 71:42 |
| 2014–15 | Budućnost Podgorica    | Lovćen Cetinje         | 83:67 |
| 2015–16 | Budućnost Podgorica    | Lovćen Cetinje         | 81:68 |
| 2016–17 | Budućnost Podgorica    | Lovćen Cetinje         | 78:36 |
| 2017–18 | Budućnost Podgorica    | Lovćen Cetinje         | 95:57 |
| 2018–19 | Budućnost Podgorica    | Lovćen Cetinje         | 74:51 |

### Trofea według zespołu

#### Puchar Czarnogóry
Poniższa lista dotyczy zwycięzców Pucharu Czarnogóry (2006-).
| Zespół                 | Zwycięstwa | Wicemistrzostwa | Zwycięskie lata                                            |
| ---------------------- | ---------- | --------------- | ---------------------------------------------------------- |
| Budućnost Podgorica    | 10         | 3               | 2007, 2008, 2012, 2013, 2014, 2015, 2016, 2017, 2018, 2019 |
| Jedinstvo Bijelo Polje | 3          | 2               | 2009, 2010, 2011                                           |
| Lovćen Cetinje         | 0          | 5               |                                                            |
| Primorje Herceg Novi   | 0          | 2               |                                                            |
| Roling Nikšić          | 0          | 1               |                                                            |

#### Wszystkie puchary
Poniżej znajduje się lista zawierająca uczestników finałów dwóch pucharów – Czarnogóry i Jugoslawii/Serbii i Czarnogóry.
| Zespół                 | Zwycięstwa | Wicemistrzostwa | Zwycięskie lata                                            |
| ---------------------- | ---------- | --------------- | ---------------------------------------------------------- |
| Budućnost Podgorica    | 10         | 5               | 2007, 2008, 2012, 2013, 2014, 2015, 2016, 2017, 2018, 2019 |
| Jedinstvo Bijelo Polje | 3          | 2               | 2009, 2010, 2011                                           |
| Lovćen Cetinje         | 0          | 5               |                                                            |
| Primorje Herceg Novi   | 0          | 2               |                                                            |
| Roling Nikšić          | 0          | 1               |                                                            |